# 黑山建國日
建國日（蒙特內哥羅語和塞尔维亚语：Дан државности/Dan državnosti）是蒙特內哥羅於每年的7月13日慶祝的一个节日，為的是纪念1878年柏林會議，在這個會議上當時有許多國家承认黑山公国是一個主權獨立的國家。另外這個日子也是紀念1941年黑山反意大利起義，因為該次起義也是於當天爆發。